# Australische Compagnie

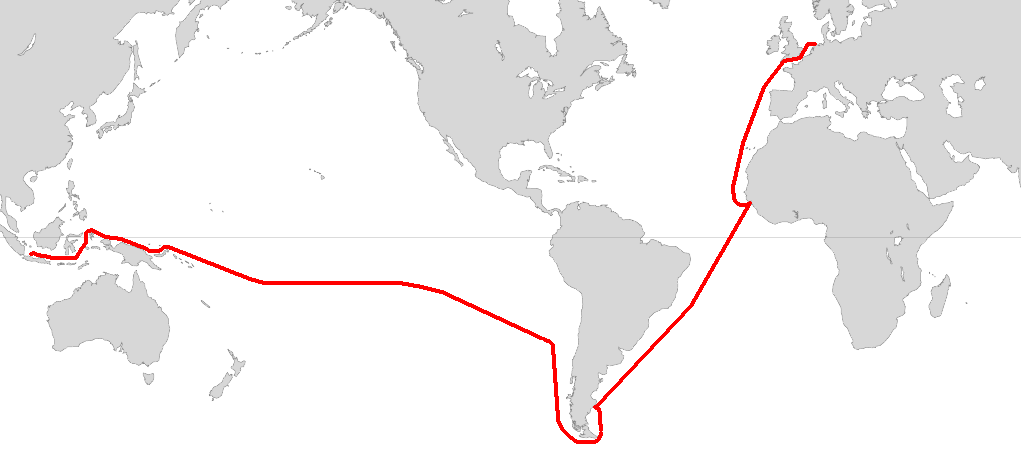
De afgelegde route van de enige reis die door de Austraelsche Compagnie werd uitgevoerd, die van Jacob le Maire en Schouten via Kaap Hoorn naar Oost-Indië. (1615 - 1616)

De Australische Compagnie of Austraelsche Compagnie (ook wel Zuid-Compagnie genaamd) is in 1614 door Isaac le Maire in Hoorn opgericht. Pieter Clemensz Kies, bierbrouwer en oud-burgemeester, Jan Clemensz Kies, secretaris, Jan Jansz Molenwerf, schepen, en Cornelis Segers, burger, allen van Hoorn participeerden in de Australische Compagnie. De naam van de compagnie was afgeleid van het mythische Terra Australis, het grote onbekende Zuidland dat op kaarten was ingetekend, maar waarvan niemand wist waar het exact lag. Onder de vlag van deze compagnie werd Kaap Hoorn door Jacob le Maire ontdekt.

## De oprichting van de compagnie
De aanloop voor de oprichting van deze compagnie is uitvoerig in het artikel over Isaac le Maire beschreven. Isaac le Maire was een van de grootste deelnemers in de nieuw opgerichte Vereenigde Oostindische Compagnie, maar hij werd daaruit verstoten als gevolg van verdenking van malversaties. Hij koesterde daardoor een wrok en heeft verschillende pogingen ondernomen om de VOC dwars te zitten. Een van die pogingen was het vinden van een handelsroute die buiten het octrooi van de VOC, namelijk varen via Kaap de Goede Hoop en de Straat Magellaan, zou vallen. Een eerste poging om een noordoostelijke doorvaart naar Indië te vinden faalde. Uit verschillende reisverslagen leek een route ten zuiden van de Straat Magellaan echter wel tot de mogelijkheden te behoren. Olivier van Noort had in zijn reisverslag gemeld dat het hem leek dat het land ten zuiden van de Straat Magellaan niet aaneengesloten leek te zijn. Francis Drake was door een storm al eens zo ver zuidwaarts geslagen dat hij het vermoeden uitte dat de Atlantische en Stille Oceaan aan elkaar grensden. Zijn hoop dat er een Zuidland kon zijn, putte Isaac le Maire waarschijnlijk uit het Memoriaal van Pedro Fernandes de Queirós dat in 1612 in Nederlandse vertaling werd uitgegeven. De Queirós dacht in 1606 (ten onrechte) een noordelijke uitloper van het Terra Australis gevonden, dat hij Austrialia del Espiritu Santo had genoemd. Het Terra Australis was voor Isaac le Maire echter niet het hoofddoel, maar eerder een dekmantel om de reizen via het westen naar Oostindië te rechtvaardigen.
De aanvraag voor een octrooi voor de reizen werd niet op naam van de Austraalse Compagnie gedaan, maar door "ingezetenen" van de verenigde republiek, die wilden proberen nieuwe zeewegen en handelsgebieden te ontdekken. Op 27 maart 1614 verkregen deze ingezetenen octrooi van de Staten-Generaal om maximaal 4 reizen uit te voeren, onder voorwaarde dat geen inbreuk zou worden gedaan op bestaande octrooien. De Austraalse compagnie heeft echter maar een reis uitgevoerd.

## De eerste expeditie

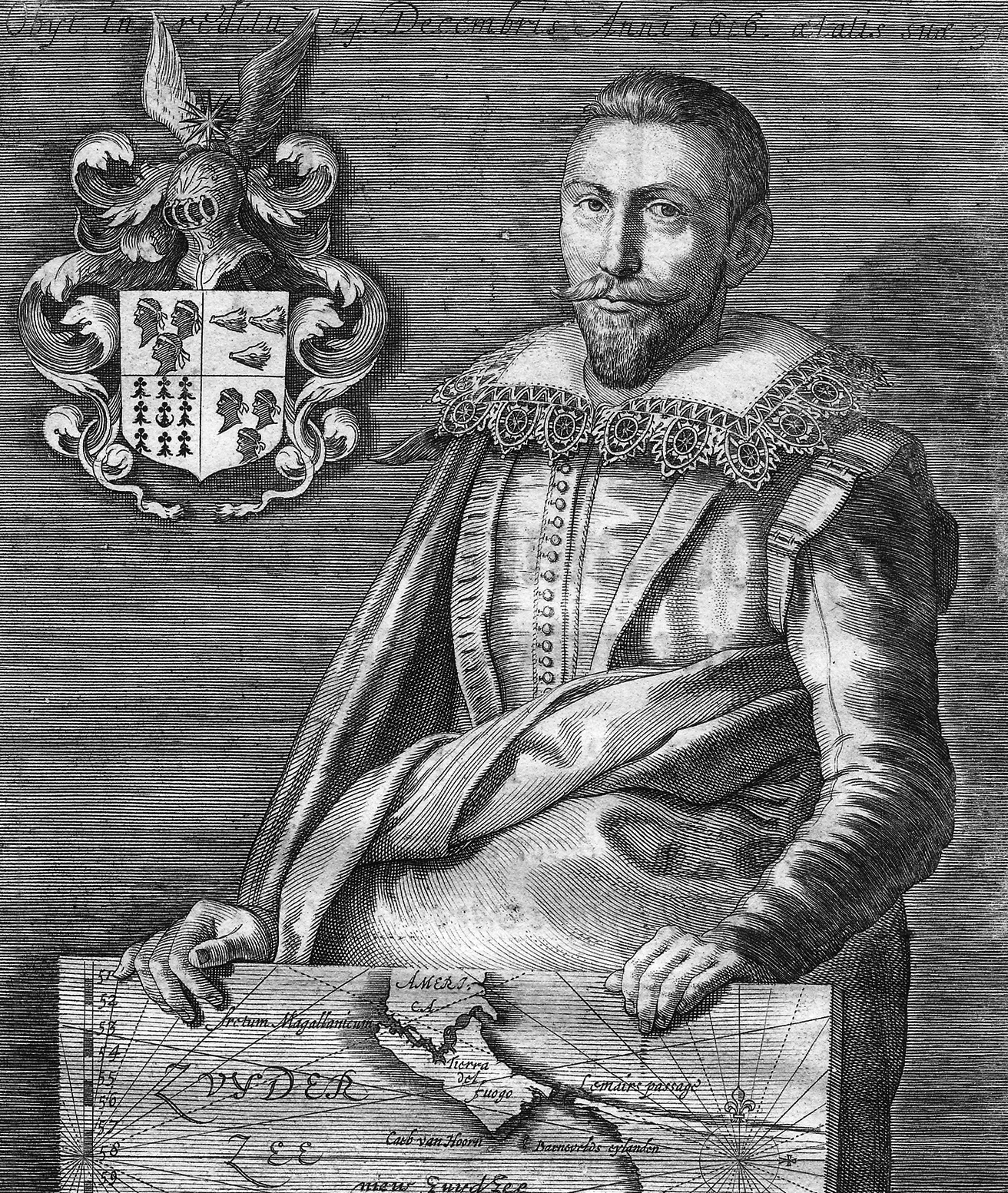
Jacob le Maire, die de leiding had over de enige door de Austraelsche Compagnie georganiseerde zeereis.

Isaac le Maire rustte twee schepen uit, de Eendracht en het jacht Hoorn, die op 14 juni 1615 vanuit Texel met een geheime bestemming vertrokken. De Eendracht had 65 en de Hoorn 22 bemanningsleden.  Zijn zoon Jacob had de leiding. Willem Cornelisz Schouten was schipper op de Eendracht en zijn broer Jan op de Hoorn. Een jongere broer, Daniël le Maire, ging mee als koopman. Isaac le Maire gaf aanbevelingsbrieven mee voor Steven van der Hagen en Laurens Jansz. Reael, bewindhebber op de Molukken. Zijn hoop was vooral gevestigd op de gouverneur-generaal Gerard Reynst, die hij nog als medebewindhebber in zijn eigen Brabantsche Compagnie en later in de Vereenigde Oostindische Compagnie kende. Jacob le Maire kreeg een vergunning mee van prins Maurits, gedateerd 13 mei 1615, om met alle rijken van het Oosten en de Zuidzee verdragen aan te gaan en handelsbetrekkingen aan te knopen.
Maar nadat de twee schepen waren vertrokken, had de VOC lucht gekregen van het doel van de reis. De compagnie stuurde daarom een instructie naar Indië om, indien de expeditie zou arriveren, de schepen met inhoud in beslag te nemen, omdat zij het octrooi van de VOC zouden hebben geschonden.
Via de Canarische eilanden, Cabo Verde en Sierra Leone kwamen de beide schepen in december aan in Puerto Deseado op de kust van Patagonië in Argentinië, waar de Hoorn bij schoonmaakwerkzaamheden, op 19 december door brand verloren ging. Op 13 januari 1616 vertrok de Eendracht en op 24 januari werd een doortocht ontdekt tussen Vuurland en Stateneiland. Deze doortocht heet nu Le Maire Straat. Opmerkelijk snel, in vijf dagen, wisten zij Kaap Hoorn te ronden. Andere schepen hadden er via Straat Magellaan zestien tot meer dan honderd dagen over gedaan. Tijdens het vervolg van de tocht kreeg het grootste deel van de bemanning scheurbuik. Voor de enige afleiding op de eindeloze Stille Oceaan zorgde de ontdekking van met kokospalmen begroeide eilandengroepen, zoals delen van de Paoemoetoe- en de Tonga-archipel. De eilanders bleken verzot op spijkers, die zij met handen en tanden uit het schip probeerden te trekken en als sieraden in hun haar staken. Zij ontdekten twee eilanden die zij de Hoornse Eilanden noemden. Jacob le Maire wilde na het bezoek aan de Hoornse eilanden de ontdekkingstocht voortzetten: Schouten was tegen en had de ontevreden bemanning op zijn hand. Le Maire moest zwichten en zette koers naar het noorden. Op 29 juni kwam het schip aan op  de kust van Nieuw Ierland en op 6 juli werd de kust van Nieuw-Guinea bereikt.
Op 16 september kwam het schip bij Ternate en Tidore aan. Bij aankomst werd de bemanning hartelijk onthaald, door de  gouverneur-generaal Laurens Reael en Steven van der Hagen. De VOC-instructie om het schip in beslag te nemen had Ternate nog niet bereikt. Van gesprekken met Gerard Reynst kwam niets, want die was overleden en opgevolgd door Laurens Reaal. Op 26 september werd afscheid genomen en werd via Celebes en Madura naar Japara gevaren, waar het op 16 oktober aankwam. Op 31 oktober lag het schip in de haven bij Jacatra. Op 2 november 1616 werd het schip de Eendracht met al zijn lading in beslag genomen, omdat de toenmalige tweede man na de Gouverneur-Generaal en fervent verdediger van het VOC-monopolie Jan Pieterszoon Coen, niet geloofde dat Schouten en Le Maire een andere route dan de Straat Magellaan hadden gevonden, en dus het VOC-octrooi hadden geschonden. De bemanning werd overgeplaatst en half december werden de nog resterende twaalf man, waaronder de officieren naar het vaderland teruggestuurd op het gereedliggende schip van Joris van Spilbergen. Jacob le Maire bezweek op 22 of 31 december 1616 aan "hartzeer".
De reis was in zoverre een succes dat er inderdaad een nieuwe doorvaart ten zuiden van de Straat Magellaan werd gevonden, Straat Le Maire, vernoemd naar Jacob le Maire. Het was echter eveneens een mislukking omdat de doelstelling om buiten de VOC om te kunnen handelen op Oostindie, niet werd gehaald.

## Het juridisch conflict met de VOC en de WIC
Isaac le Maire tekende woedend protest aan bij de Staten-Generaal, toen hij vernam dat zijn schip en het journaal in beslag waren genomen en eiste teruggave van het logboek en een schadevergoeding. De VOC weigerde na terugkeer van de bemanningsleden in Nederland de eigendommen van de Austraalse compagnie terug te geven. Daaronder waren de journalen van Jacob le Maire. In 1618 publiceerde de VOC ondanks protest van Isaac le Maire een reisverslag waarin de nieuwe ontdekkingen geheel en al aan Willem Cornelisz Schouten werden toegeschreven. Slechts de naamgeving van de Straat Le Maire bleef erin gehandhaafd. Een rechtszaak over de in beslag genomen bezittingen werd in 1619 door de Austraalse compagnie gewonnen, maar pas op 19 juni 1620 kon een kist met de spullen van Jacob worden opgehaald bij de VOC. In 1622 verscheen eindelijk het reisverslag van Jacob le Maire in druk, maar tegen die tijd was het journaal van Willem Schouten al in verschillende talen de wereld overgegaan. De geschonden rechten van de Austraalse Compagnie, dan wel van de VOC, zouden leiden tot een langdurig juridisch gevecht, een gevecht dat in 1621 nog extra werd bemoeilijkt door de oprichting van de West-Indische Compagnie. In het octrooi dat aan de WIC was verleend, stond namelijk dat niemand anders dan de WIC door de straten Magellaan, le Maire of andere passages in die omgeving mocht varen. Dit was dus in strijd met het octrooi van de Austraalse Compagnie. In 1622 oordeelde de rechtbank wel dat het schip en de andere eigendommen van de Austraalse compagnie in 1616 ten onrechte in beslag waren genomen en kende daarvoor een schadevergoeding toe van 64.354 Vlaamse pond. Isaac le Maire heeft de lange juridische strijd over de rechten van de Austraalse Compagnie niet meer meegemaakt; hij stierf in 1624. De financiële claims die Isaac le Maire nog had, werden door de erfgenamen in enkele gesprekken met de VOC eind 1625 afgewikkeld. De Austraalse compagnie zette de juridische strijd over de schending van hun octrooi door de VOC en de WIC voort. Pas op 14 mei 1644, na veelvuldig juridisch gesteggel, besloten de Staten-Generaal in het nadeel van de Austraalse compagnie.
Feitelijk had de Austraalse compagnie volgens het octrooi nog drie reizen mogen ondernemen, maar omdat de handel in het Indische gebied zonder een rechterlijke uitspraak onzeker was, en het Terra Australis niet gevonden was, was daar geen economisch voordeel uit te halen. Het bleef dus bij die ene ontdekkingsreis.